# L'Île au trésor (série télévisée d'animation)
Pour les articles homonymes, voir Treasure Island.
L'Île au trésor (宝島, Takarajima) est une série télévisée d'animation japonaise en 26 épisodes de 23 minutes, adaptée du roman L'Île au trésor de Robert Louis Stevenson (1883), et diffusée à partir du 8 octobre 1978 au 1er avril 1979 sur Nippon Television. Elle a été diffusée ensuite au milieu des années 1980 en Europe, au Mexique, en Amérique du Sud et dans le monde arabe.
En France, elle est diffusée à partir du 15 février 1986 sur Canal+ dans l'émission Cabou Cadin, et au Québec à partir du 14 décembre 1986 sur TVJQ.

## Distribution

### Voix françaises
- Marie-Laure Dougnac : Jim Hawkins
- Laurent Hilling : Long John Silver / Billy Bones
- Rolande Forest : la mère de Jim
- Robert Bazil : le docteur Livesey / Abraham Gray / Chien-Noir
- Jacques Bernard : Sir Trelawney, Morgan
- Jacques Garcia : le capitaine Smollett / Pew / Hands
- Marcelle Lajeunesse : Lily / le capitaine Flint / la femme de Silver
- Yann Pichon : Moustique

Source : Planète Jeunesse